# Lliga argentina de bàsquet
La lliga argentina de bàsquet, anomenada oficialment, i en castellà Liga Nacional de Básquetbol, és la màxima competició argentina de basquetbol.

## Historial

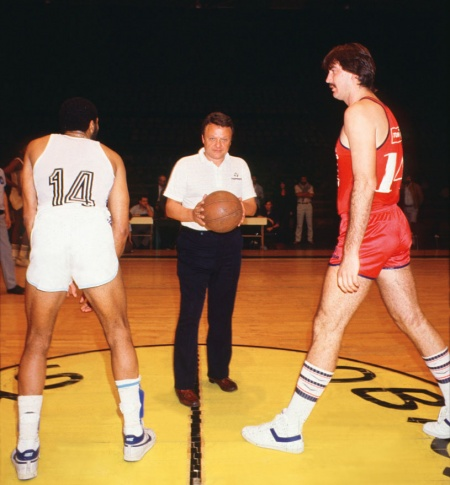
León Najnudel amb la pilota en el primer partit de la LNB: Argentino de Firmat vs San Lorenzo (de vemell), 26 d'abril de 1985.

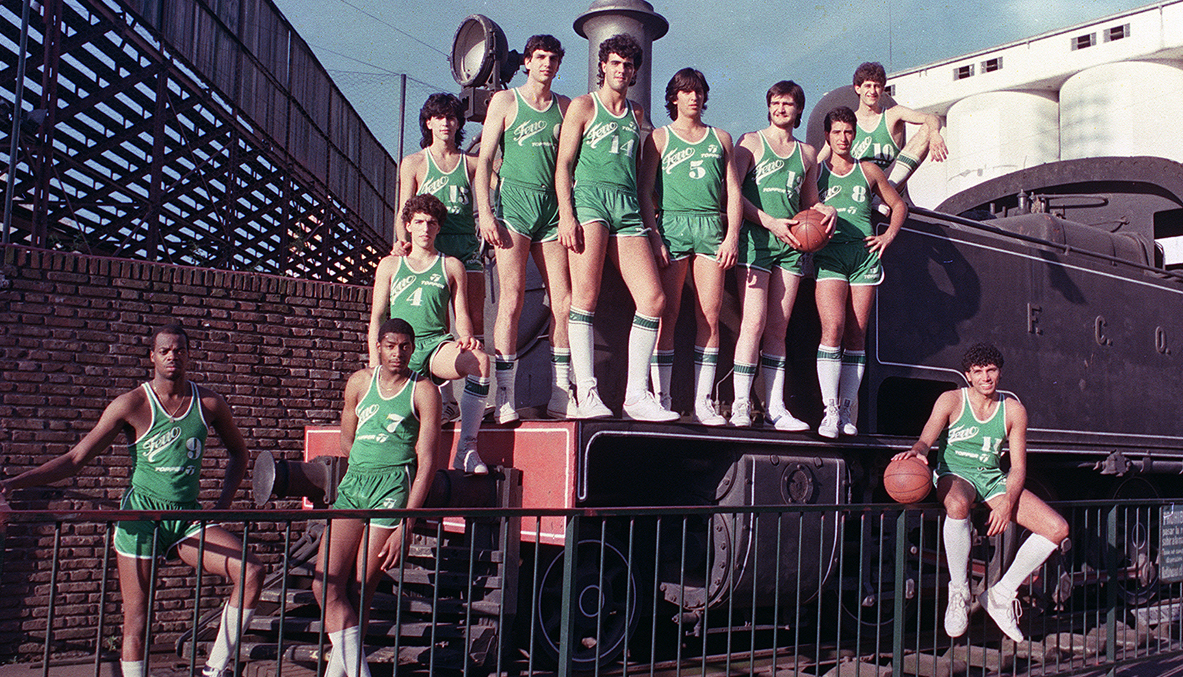
Ferro C. Oeste, primer campió de la LNB.

| Temporada | Campió                                                       | Finalista                                                    | Resultat                                                     |
| --------- | ------------------------------------------------------------ | ------------------------------------------------------------ | ------------------------------------------------------------ |
| 1985      | Ferro Carril Oeste                                           | Atenas                                                       | 2–1                                                          |
| 1986      | Ferro Carril Oeste                                           | Olimpo                                                       | 3–1                                                          |
| 1987      | Atenas                                                       | Ferro Carril Oeste                                           | 3–1                                                          |
| 1988      | Atenas                                                       | River Plate                                                  | 3–0                                                          |
| 1989      | Ferro Carril Oeste                                           | Atenas                                                       | 3–2                                                          |
| 1990      | Atenas                                                       | Cañadense                                                    | 3–0                                                          |
| 1990–91   | GEPU                                                         | Estudiantes (BB)                                             | 4–2                                                          |
| 1991–92   | Atenas                                                       | GEPU                                                         | 4–1                                                          |
| 1992–93   | GEPU                                                         | Atenas                                                       | 4–2                                                          |
| 1993–94   | Peñarol (MDP)                                                | Independiente (GP)                                           | 4–1                                                          |
| 1994–95   | Independiente (GP)                                           | Olimpia (VT)                                                 | 4–1                                                          |
| 1995–96   | Olimpia (VT)                                                 | Atenas                                                       | 4–3                                                          |
| 1996–97   | Boca Juniors                                                 | Independiente (GP)                                           | 4–1                                                          |
| 1997–98   | Atenas                                                       | Boca Juniors                                                 | 4–0                                                          |
| 1998–99   | Atenas                                                       | Independiente (GP)                                           | 4–3                                                          |
| 1999–00   | Estudiantes (O)                                              | Atenas                                                       | 4–3                                                          |
| 2000–01   | Estudiantes (O)                                              | Libertad                                                     | 4–1                                                          |
| 2001–02   | Atenas                                                       | Estudiantes (O)                                              | 4–1                                                          |
| 2002–03   | Atenas                                                       | Boca Juniors                                                 | 4–2                                                          |
| 2003–04   | Boca Juniors                                                 | Gimnasia y Esgrima (LP)                                      | 4–2                                                          |
| 2004–05   | Ben Hur                                                      | Boca Juniors                                                 | 4–1                                                          |
| 2005–06   | Gimnasia y Esgrima (CR)                                      | Libertad                                                     | 4–2                                                          |
| 2006–07   | Boca Juniors                                                 | Peñarol                                                      | 4–2                                                          |
| 2007–08   | Libertad                                                     | Quimsa                                                       | 4–0                                                          |
| 2008–09   | Atenas                                                       | Peñarol                                                      | 4–2                                                          |
| 2009–10   | Peñarol (MDP)                                                | Atenas                                                       | 4–1                                                          |
| 2010–11   | Peñarol (MDP)                                                | Atenas                                                       | 4–1                                                          |
| 2011–12   | Peñarol (MDP)                                                | Obras Sanitarias                                             | 4–2                                                          |
| 2012–13   | Regatas (C)                                                  | Lanús                                                        | 4–0                                                          |
| 2013–14   | Peñarol (MDP)                                                | Regatas                                                      | 4–2                                                          |
| 2014–15   | Quimsa                                                       | Gimnasia y Esgrima (CR)                                      | 4–2                                                          |
| 2015–16   | San Lorenzo                                                  | La Unión                                                     | 4–0                                                          |
| 2016–17   | San Lorenzo                                                  | Regatas Corrientes                                           | 4–1                                                          |
| 2017–18   | San Lorenzo                                                  | San Martín de Corrientes                                     | 4–2                                                          |
| 2018–19   | San Lorenzo                                                  | Instituto                                                    | 4–3                                                          |
| 2019–20   | Temporada acabada prematurament per la Pandèmia de COVID-19. | Temporada acabada prematurament per la Pandèmia de COVID-19. | Temporada acabada prematurament per la Pandèmia de COVID-19. |
| 2020–21   | San Lorenzo                                                  | Quimsa                                                       | 3–2                                                          |
| 2021–22   | Instituto                                                    | Quimsa                                                       | 3–2                                                          |
| 2022–23   | Quimsa                                                       | Boca Juniors                                                 | 4–1                                                          |
| 2023–24   | Boca Juniors                                                 | Instituto                                                    | 4–2                                                          |
| 2024–25   | Boca Juniors                                                 | Instituto                                                    | 4–3                                                          |

Font: LNB website.